# Draba sauteri
Draba sauteri là một loài thực vật có hoa trong họ Cải. Loài này được Hoppe mô tả khoa học đầu tiên năm 1823.